# Џорџ Вилерс, 1. војвода од Бакингема
Џорџ Вилерс (енгл. George Villiers, 1st Duke of Buckingham; Лестершир, 28. август 1592 — Портсмут, 23. август 1628) био је енглески дворанин, први војвода од Бакингема и миљеник краља Џејмса I Стјуарта.

## Биографија
Имао великог утицаја на краља Џејмса и његовог сина Чарлса I Стјуарта. Са краљем се упознао 1614. године, краљ му је 1617. године доделио титулу грофа, а 1619. титулу високог адмирала. Добијене положаје Вилерс је користио за унапређење и богаћење својих рођака, на незадовољство Парламента и енглеског племства.
1623. године Вилерс је постао први војвода од Бакингема, а исте године је послат у Мадрид да посредује уговарању брака између Чарлса, принца од Велса, и ћерке шпанског краља. Преговори су пропали и то углавном због Вилерсове надмености. Касније је Вилерс чак убедио Џејмса да објави рат Шпанији.
После Чарлсовог ступања на престо 1625. године, Вилерс је остао на положају краљевог саветника, што је имало катастрофалне последице на спољну политику. Организовао је велики али неуспешан напад на шпанску луку Кадиз. 1627. године је повео војску како би помогао француским хугенотима у опсади Ла Рошела, али је после четири месеца лошег ратовања морао да се повуче.
Годину дана касније, убијен је бодежом од стране једног поморског официра, незадовољног због начина на који је Вилерс водио рат.